# Square Frédéric-Rossif
Le square Frédéric-Rossif est un espace vert municipal du 12e arrondissement de Paris.

## Situation et accès

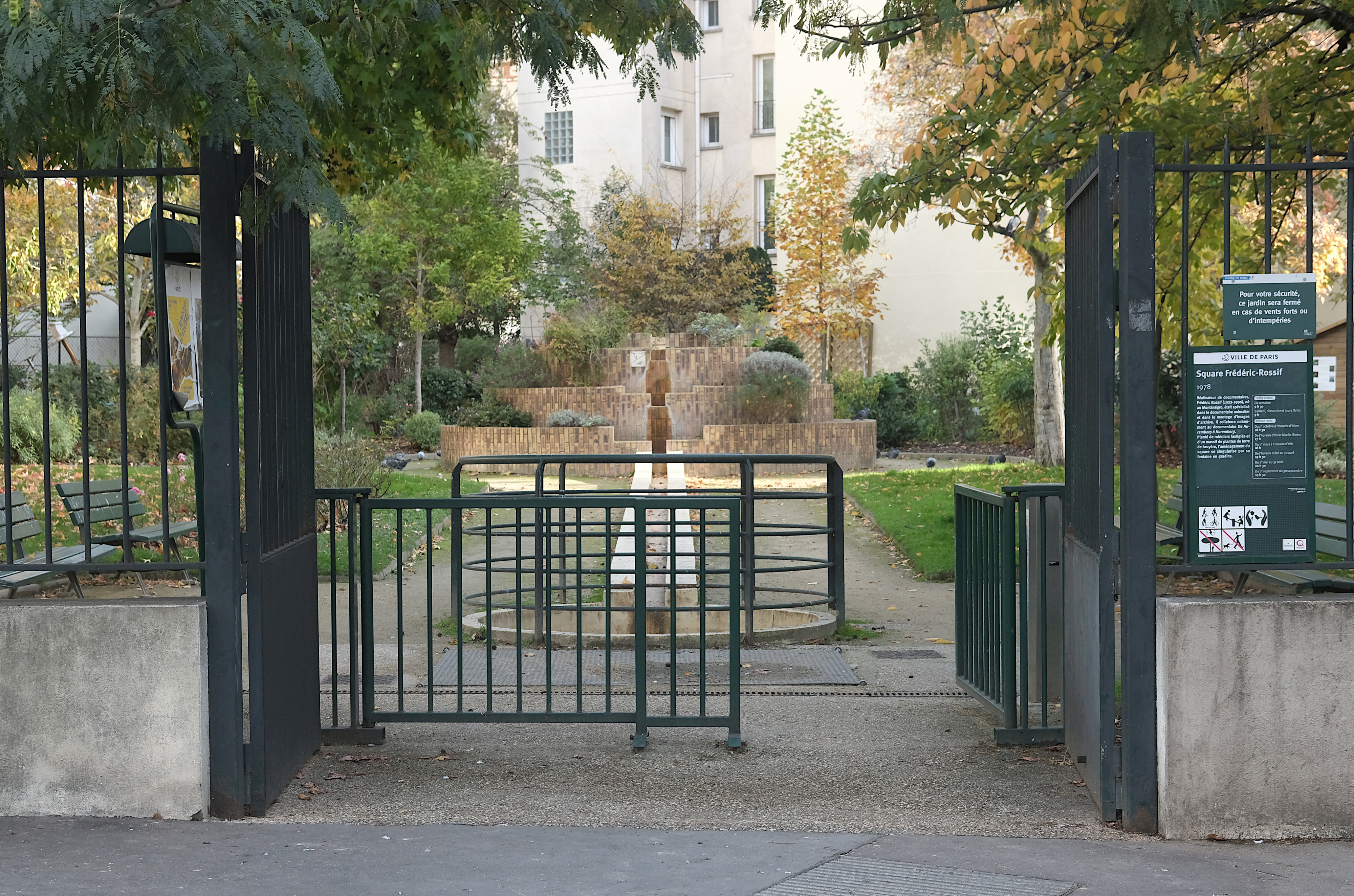
Entrée du square, à l'angle des rues de Charenton et Charles-Nicolle.

Il est accessible par les 175 et 177, rue de Charenton et par la rue Charles-Nicolle.
Le square Frédéric-Rossif est accessible à proximité par la ligne de métro 8 à la station Montgallet.

## Origine du nom
Il porte le nom du documentariste Frédéric Rossif (1922-1990)

## Historique
Créé en 1978, le square prend en 1998 le nom de « square Frédéric-Rossif ». Il est agrandi à l'occasion de la destruction d'un immeuble, faisant l'angle de la rue de Charenton et de la rue Charles-Nicolle, pour atteindre une superficie de 1 200 m2.
Il possède deux fontaines circulaires, agrémentées de petits jets d'eau, qui sont reliées par une petite rigole. Le square accueille un mur peint par Christian Babou en 1986 ainsi que, depuis 2010, un jardin partagé géré l’association Graine de partage et en particulier le centre d'accueil de jour médicalisé La Note bleue. Une aire de jeux pour enfant y est installée en 2015.